# Jukebox
Jukebox (Džuboks) je djelomično automatizirani glazbeni uređaj, obično na kovanice, koji može odsvirati posebno odabrane pjesme iz vlastite zbirke pjesama na nekom od medija.
Tradicionalni jukeboxi iz 1960-ih bili su prilično veliki s velikom polukružnom lunetom na vrhu i živo osvjetljenom prednjom stranom uređaja. Imali su tipke sa slovima i brojevima, tako da se izborom njihove kombinacije, moglo izabrati željenu pjesmu za reprodukciju (uobičajeno su to bile singl ploče).

## Povijest
Glazbeni automati i piano automati bili su prvi glazbeni uređaji koji su radili na kovanice.  Nakon njih su se 1890-ih pojavili fonografi (prvi gramofoni) koji su također radili ako se u njih ubacila kovanica.
Novi načini snimanja i reprodukcije uz upotrebu električnih pojačala vodili su i do novog oblika fonografa na kovanice.
Jedan od prvih uspješnih jukeboxa bio je automatski fonograf proizveden 1927. od strane  Automated Musical Instrument Company, kasnije poznate po akronimu AMI.
S vremenom se razvojala tehnologija reprodukcije zvuka pa je stoga 1928., Justus P. Seepburg, inače koji proizvodio klavir - automate, proizveo elektostatski zvučnik povezan s magnetofonom, uređaj je imao i upravljački mehanizam kojim se moglo odabrati jednu od osam snimaka. Takav tip jukeboxa je vladao sve dok Seeburg Corporation nije 1950. predstavila svoj model jukeboxa na gramofonske ploče od 45 okretaja u minuti.
Izraz Juke Box ušao je u upotrebu prvo u Americi 1940-ih   to je riječ iz slenga, kombinacija afričkog (juke=neuredan, mangup) i engleskog jezika (joint=spoji).
Jukeboxi su vrhunac popularnosti imali u Americi između 1940. – 1960., u Europi je to bilo za desetljeće kasnije 1950. – 1970.) Njihova popularnost bila je vezana uz širenje rock glazbe.
Od 1980-ih i pojave kompakt diska mijenjaju se i jukeboxi.  Od 2000. proizvode se potpuno digitalni koji nemaju nikakve fizički pohranjene zbirke pjesama, već isključivo računalne datoteke.

## Poznati modeli jukeboxa
- Rock-Ola model 1413 Premier (1942)
- Rock-Ola model 1422 and 1426 (1946-47)
- 1953 Seeburg M100C
- 1954 Rock-Ola 1438 Comet
- 1954 Seeburg HF100R
- 1962 Rock-Ola Princess
- Wurlitzer Model 750 and 750E (1941)
- Wurlitzer Model 800 (1941)
- Wurlitzer Model 850 (1941)
- Wurlitzer Model 950 (1942)
- Wurlitzer Model 1015 (1946-47)
- Wurlitzer Models 1080 and 1080-A (1947-48)
- Wurlitzer Jukebox Model 1100 (1948-49)
- AMI "Top Flight" Model (1936-38) - (Proizvod Rowe International, kasnije znanog kao AMI)
- AMI Model "A" Jukebox of (1946-47)-(Proizvod Rowe International, kasnije znanog kao AMI)
- Seeburg Model "G"
- AMI Model "G" Jukebox of (1954)(Proizvod Rowe International, kasnije znanog kao AMI)
- AMI Model H, I, J i K (Proizvod Rowe International, kasnije znanog kao AMI)
- AMI Continental (Proizvod Rowe International, kasnije znanog kao AMI)

## Vanjske poveznice
- Sound Leisure Limited Britanski proizvođači klasiičnih jukeboxa.
- Wurlitzer Jukebox Wurlitzer jukeboxi
- Rock-Ola Jukebox Rock-Ola jukeboxi
- Rock-Ola Jukebox UK Rock-Ola UK